# 엘 비아르

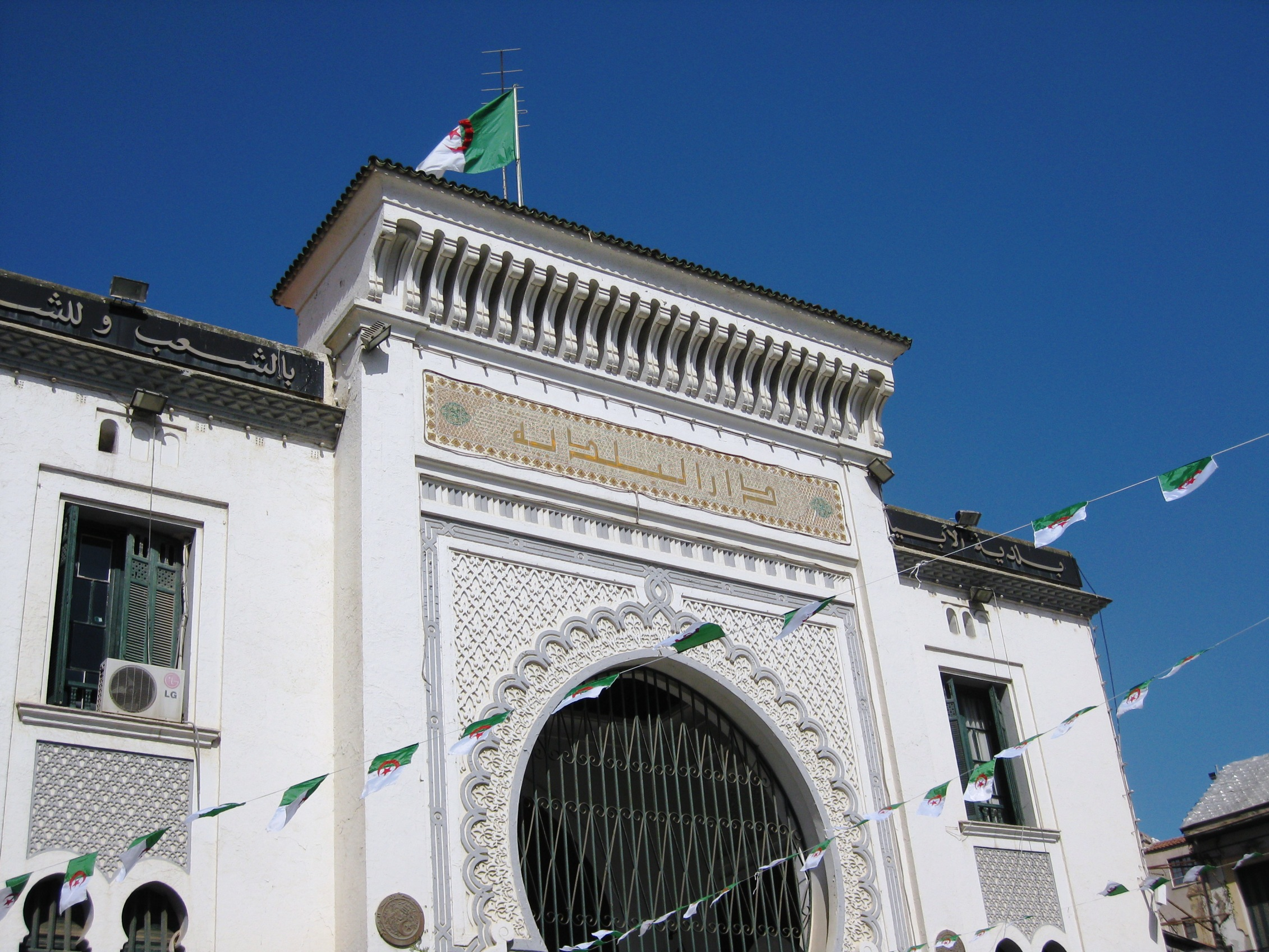
엘 비아르.

엘 비아르(El-Biar)는 알제리 알제시에 속한 코뮌 중 하나이다.